# Beringhausen (Meschede)

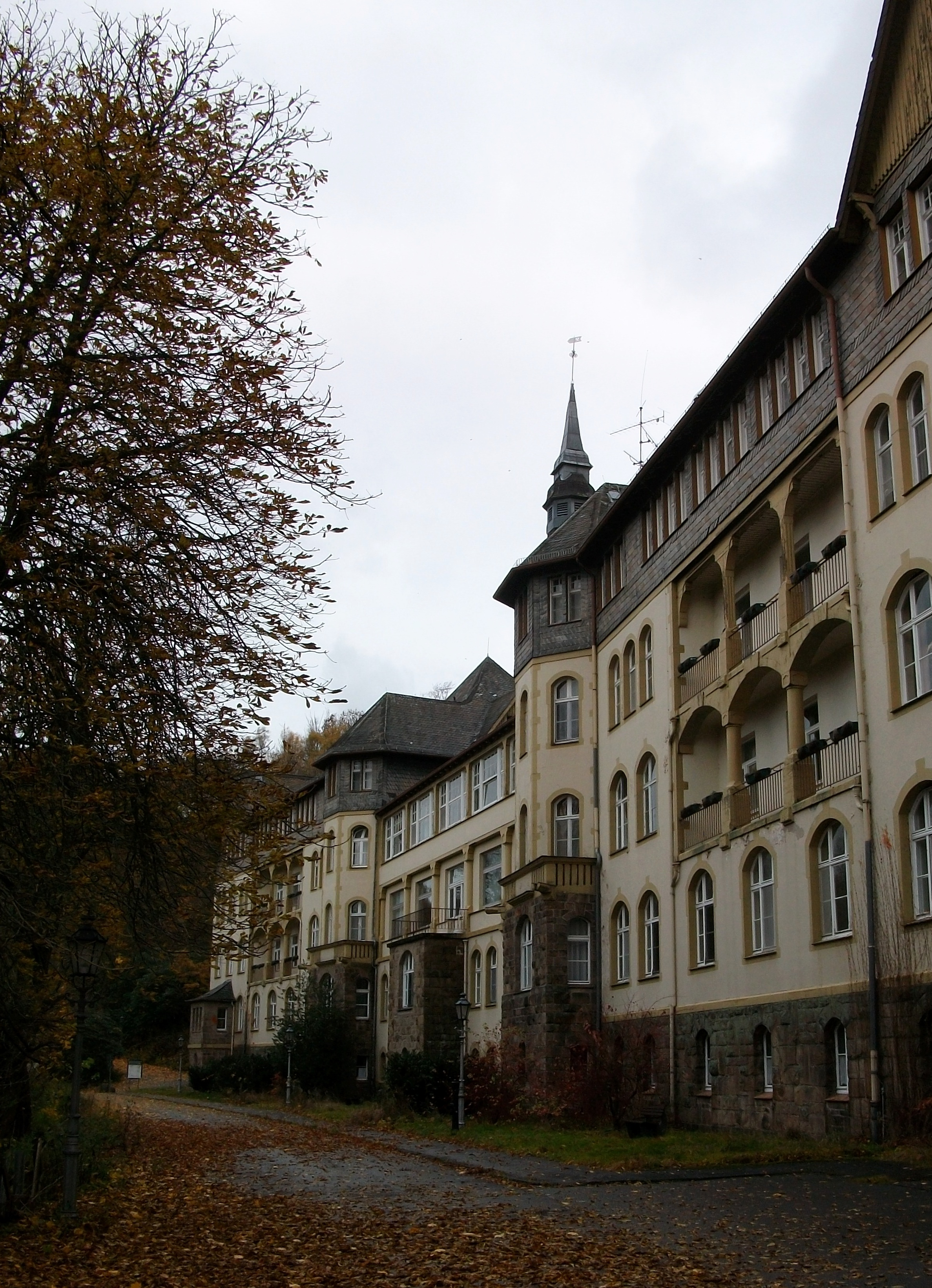
Ehemalige Veramed-Klinik

Beringhausen ist ein Stadtteil von Meschede im nordrhein-westfälischen Hochsauerlandkreis. Das kleine Dorf liegt etwa sechs Kilometer südöstlich von Meschede. Nachbarortschaften sind Heggen und Klause. In dem Ort an der Kleinen Henne wohnen siebzehn Einwohner.

## Geschichte
In Beringhausen war die Ritterfamilie von Beringhausen ansässig. Der Ursprung des Hauses Beringhausen ist bis heute unbekannt. 1313 wurde im Güterverzeichnis des Grafen Wilhelm von Arnsberg ein Heinrich von Beringhausen aufgeführt. Zum Besitz des Rittersitzes gehörten Wald, Äcker und Wiesen unter anderem in Beringhausen, Berlar, Blüggelscheidt, Mosebolle und auf der Klause.
Der angesehene Familie entstammen Pröpste des Stiftes Meschede und Äbte des Klosters Grafschaft.
In den späteren Jahren wechseln die Besitzer des Rittergutes häufiger. 1854 verkauft die Familie von Spee das Rittergut an Vetter zu Halbeswig. Im Jahr 1900 erwarb der Allgemeine Knappschaftsverein in Bochum das Gut zur Errichtung einer Heilstätte. Ein Jahr später begannen die Bauarbeiten für das Knappschaftskrankenhaus nach Plänen des Architekten Julius Boethke. Die Auguste-Viktoria-Knappschaftsheilstätte wurde am 28. Juni 1904 nach seiner Fertigstellung eröffnet. 1988 übernahm die Veramed-Gesellschaft die Klinik. Seit der Schließung der Veramed-Klinik im Jahr 2009 wird das Gebäude nicht mehr genutzt.

## Sehenswürdigkeiten

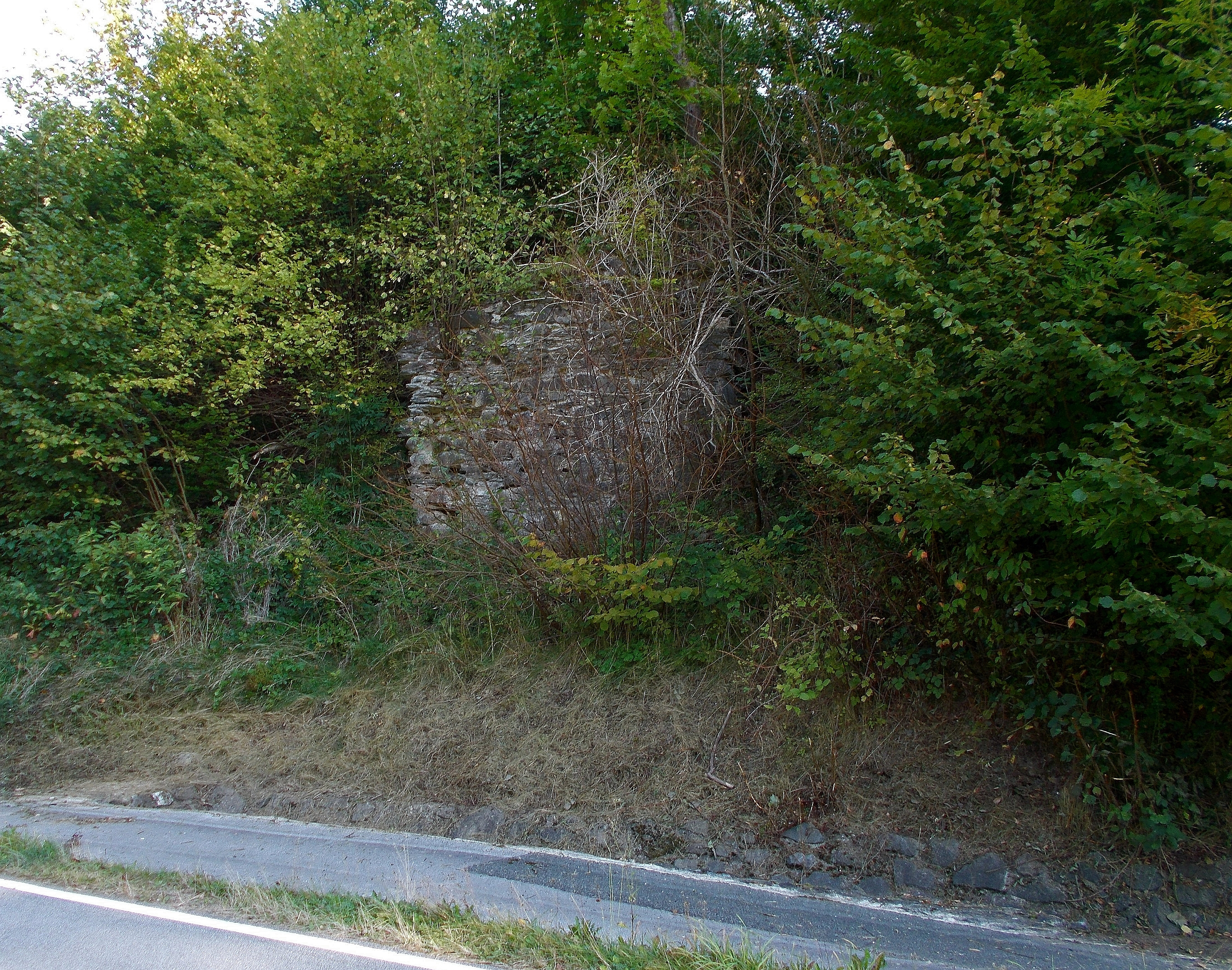
Reste des Burghauses Beringhausen

Zu den Sehenswürdigkeiten des Ortes gehören die denkmalgeschützten Reste des Burghauses Beringhausen an der Kreisstraße K 43 und das ehemalige Knappschaftskrankenhaus, welches sich in einem Waldgebiet rund 110 Meter über dem Ort Beringhausen befindet. Es wurde 1904 fertiggestellt. Die Zufahrtsstraße zu dem rund 110 Meter über dem Tal gelegenen Gebäude wurde erst 1921 fertiggestellt. Die vorherige Zufahrtsstraße, mit einer Steigung von 1:14 war zwei Kilometer lang. Für Fußgänger war eine Seilbahn in Betrieb, deren Fundamente heute noch sichtbar sind. Zu der Heilanstalt gehörte weiterhin ein großes Maschinen- und Kesselhaus.